# Normanniasaurus
Normanniasaurus is een geslacht van plantenetende sauropode dinosauriërs, behorend tot de groep van de Titanosauriformes, dat tijdens het vroege Krijt leefde in het gebied van het huidige Frankrijk. De enige benoemde soort is Normanniasaurus genceyi.

## Vondst en naamgeving
In juli 1990 ontdekte de amateurpaleontoloog Pierre Gencey botten van een sauropode in steenblokken die van de klippen bij Bléville, een voorstad van Le Havre, waren gevallen, aan de noordzijde van de Cap de La Hève.
In 2013 benoemden en beschreven Jean Le Loeuff, Suravech Suteethorn en Eric Buffetaut de typesoort Normanniasaurus genceyi. De geslachtsnaam verwijst naar Normannia, de Latijnse naam voor Normandië, de streek van de vindplaats. De soortaanduiding eert Gencey.
Het holotype, MHNH-2013.2.1, is gevonden in een laag van de Poudingue Ferrugineux-formatie die dateert uit het vroege Albien, ongeveer 110 miljoen jaar oud. De formatie bestaat uit zeeafzettingen van materiaal dat van het westelijker gelegen Armoricaans Massief gespoeld is, op welk eiland Normanniasaurus leefde. Het holotype bestaat uit een gedeeltelijk skelet zonder schedel. Bewaard zijn gebleven: wervelfragmenten van de rug of nek, een heiligbeen, twee staartwervels, een rechterschouderblad, delen van beide darmbeenderen en zitbeenderen, de bovenkant van een dijbeen en de bovenkant van een kuitbeen. Het holotype maakt deel uit van de collectie van het Muséum d’histoire naturelle du Havre. Aan de soort is ook een wervellichaam van een middelste of achterste staartwervel toegewezen dat zich in de Collection Bucaille van het Muséum d’Histoire Naturelle de Rouen bevindt en gevonden was op het eind van de negentiende eeuw. Dit laatste fragment komt uit een iets jongere laag en is niet overlappend met het andere materiaal dat geen achterste staartwervels bevat. Het is in 1984 door Buffetaut beschreven. Enkele wervels die bij Villers-Saint-Barthélemy gevonden werden en in 1946 beschreven zijn, zijn onder voorbehoud aan de soort toegewezen.

## Beschrijving

### Grootte en onderscheidende kenmerken
Normanniasaurus is een vrij kleine sauropode; het holotype is een exemplaar dat vermoedelijk zo'n tien meter lang was.
De beschrijvers wisten enkele onderscheidende kenmerken vast te stellen. De ruggenwervels hebben secundaire hyposfeen-hypantrum-gewrichten. De wervels vóór het heiligbeen hebben intern een sponsachtige structuur. De voorste staartwervels zijn van voren diep uitgehold. Vóór de positie van de achterste gewrichtsuitsteeksels hebben de voorste staarwervels een foramen dat overdwars door de hele wervelboog loopt. De doornuitsteeksels van de voorste staartwervels zijn langgerekt en hebben aan de voorzijde en achterzijde diepe uithollingen. De middelste staartwervels zijn amficoel en hebben een doornuitsteeksel dat aan de voorzijde over de volle hoogte diep is ingekeept. Aan weerszijden van deze inkeping vormen de voorste gewrichtsuitsteeksels samen met hun naar het doornuitsteeksel lopende richels een naar boven gerichte structuur. Het voorblad van het darmbeen is overdwars verdikt.

### Skelet
De wervels vóór het heiligbeen, die vermoedelijk uit de rug afkomstig zijn, tonen een duidelijk hypantrumfacet aan de voorkant, dat een rechte hoek maakt met de facetten van de voorste gewrichtsuitsteeksels. Breuken laten zien dat deze wervels uitgehold zijn door zeer grote luchtkamers.
Van het heiligbeen zijn drie vergroeide wervels bewaard, Ze hebben geen pleurocoelen. De dwarsdoorsnede van het heiligbeen is onderaan V-vormig, dus met een kiel in de lengterichting.
De voorste staartwervels zijn van voor naar achter verkort en sterk procoel. De onderzijde is overdwars uitgehold. De zijuitsteeksels zijn groot, haakvormig en schuin naar achteren gericht. De wervelboog is nogal vooraan op het centrum geplaatst. De vorm van de achterste wervelboog is zeer kenmerkend. De onderste dwarsdoorsnede ervan is zeer smal. Iets erboven plooien de achterste gewrichtsuitsteeksels naar elkaar toe tot een verbinding tot stand gebracht wordt. De uiterste, verdikte, randen echter blijven gescheiden zodat het geheel er van achteren uitziet als de rand van een pasteitje. Meer naar boven wijken de achterste gewrichtsuitsteeksels uiteen en worden gescheiden door een diepe verticale groeve die doorloopt in de achterkant van het doornuitsteeksel. De groeve wordt omgrensd door twee verdikte en gekartelde richels. Boven deze groeve bevindt zich weer een sterk opstaande centrale verticale richel aan de achterzijde van het doornuitsteeksel. Van de zijkant bezien kromt ieder achterste gewrichtsuitsteeksel sterk naar achter tot het bovendeel het doornuitsteeksel raakt. Hierdoor ontstaat een dwars lopende doorboring of foramen. De voorkant van het doornuitsteeksel heeft ook een diepe verticale groeve.
De middelste staartwervels zijn amficoel, waarbij de dus uitgeholde uiteinden van het wervellichaam een rechthoekig profiel hebben. Beide facetten hellen naar voren maar het voorste duidelijk sterker dan het achterste. De onderkant is vlak met achteraan twee goed ontwikkelde facetten voor de chevrons. De zijkanten hebben van boven naar beneden een hol profiel. De wervelboog bevindt zich op de voorste helft van het centrum. De overdwars dunne voorste gewrichtsuitsteeksels steken ver naar voren uit, vierenzeventig millimeter bij een centrumlengte van 101 millimeter bij het enige bewaarde exemplaar, MHNH-2013.2.1.2. Deze prezygapofysen omvatten een diepe verticale inkeping tot aan de voorkant van het doornuitsteeksel, welke onderaan bol is, bovenaan diep uitgehold. Op de zijkanten van de voorste gewrichtsuitsteeksels bevindt zich een horizontale richel die naar achteren toe scherper wordt. Daaronder vormt de basis van de wervelboog een gezwollen voet. Van de zijuitsteeksels zijn slechts daar weer onder gelegen scherpe randen over. Het toegeschreven centrum is ook 101 millimeter lang en heeft een gelijksoortige voorste inkeping aan de voorkant.
Het schouderblad heeft een D-vormige dwarsdoorsnede met een dikke voorrand en een dunnere achterrand.
Het darmbeen wordt naar voren toe overdwars dikker. Het aanhangsel voor het schaambeen heeft een ondervlak met een kommavormig profiel, met de holle zijde naar binnen gericht. Het zitbeen is bovenaan robuust, met een overdwars verbreed boveneinde en de schacht ervan verbreedt snel naar onder toe; het onderste uiteinde heeft vooral een overdwars verbrede achterrand.

## Fylogenie
Normanniasaurus is door de beschrijvers basaal in de Titanosauria geplaatst, zij het zonder exacte cladistische analyse. De sterke uitholling van de presacrale wervels gecombineerd met sterk procoele voorste staartwervels voorzien van vooraan ingekeepte doornuitsteeksels is typisch voor de Titanosauria. De aanwezigheid van een hyposfeen-hypantrum-complex en de vlakkere middelste staartwervels duiden van weer op een basale positie in die groep, meer onder in de stamboom. Normanniasaurus heeft echter twee kenmerken die op een positie in de meer afgeleide Eutitnaosauria wijzen: een sterk naar voren hellend voorste facet van de centra van de middelste staartwervels en lange voorste gewrichtsuitsteeksels bij diezelfde wervels.